# العلاقات العراقية الصينية
العلاقات العراقية الصينية وهي العلاقات الدولية بين دولتي العراق و جمهورية الصين الشعبية، والعلاقات تقريبا هي جيدة منذ تأسيس الدولتين، حيث لدى العراق سفارة في بكين، وللصين سفارة في بغداد، وقنصلية في أربيل. تاريخ العلاقات بدأ في سنة 1958، حيث ساندت الصين مع الاتحاد السوفيتي ثورة 1958 وهناك بدأت العلاقات بين البلدين كما أنها ساندت العراق والدول العربية الأخرى في حرب الأيام الستة في سنة 1967 وفي حرب 1973 ضد إسرائيل، كما أنها ساندت العراق في الحرب العراقية الإيرانية (1980-1988) ودعمته بالأسلحة إلا أن الصين في نفس الوقت دعمت إيران بالأسلحة أيضاً، كما تحفظت عن طرح وجهة نظرها في حرب الكويت، إلا أنها عارضت غزو العراق في 2003، العلاقات بين البلدين ما زالت جيدة وخصوصا في تقارب الرأي بشأن القضية السورية.